# Бернар I Одон де Фезансак
Бернар I Одон Мансья Тине (фр. Bernard I Odon Manciat Tinéa; ум. до 1020) — граф де Фезансак, сын графа Одона Фалька. Его прозвище «Мансья Тине» означало «покрытый лишаём».

## Биография
Бернар наследовал отцу в Фезансаке после его смерти не позднее 985 года. О правлении Бернара известно очень мало. Он основал монастырь в Озе, который посвятил Святым Гервасию и Протасию.
Бернар умер не позднее 1020 года. Ему наследовал старший сын Эмери I.

## Брак и дети
Имя жены Бернара неизвестно. Дети:
- Эмери I (ум. до 1032), граф де Фезансак
- Раймон I Коппа (ум. 29 ноября 1049), архиепископ Оша с 1036
- дочь; 1-й муж: Арно, сеньор де Пренерон; 2-й муж: Арно Гильом Трамбль-Дьё